# KeePassXC
KeePassXC یک نرم‌افزار مدیریت گذرواژه متن باز و رایگان است. این نرم‌افزار به عنوان یک انشعاب از KeePassX (که خود یک پورت چند پلتفرمی از KeePass است) کار خود را شروع کرد.
این برنامه با استفاده از کتابخانه‌های کیوت۵ ساخته شده‌است که آن را به یک برنامه چند پلتفرمی تبدیل می‌کند که می‌تواند روی لینوکس، ویندوز و مک اواس اجرا شود.
KeePassXC از قالب پایگاه داده گذرواژه KeePass 2.x (kdbx.) به عنوان فرمت اصلی استفاده می‌کند. همچنین می‌تواند نسخه ۲ و پایگاه داده‌های قدیمی KeePass 1 (kdb.) را وارد (و تبدیل) کند. KeePassXC از داشتن فایل‌های کلید و چالش-پاسخ یوبی‌کی برای امنیت بیشتر پشتیبانی می‌کند.
بنیاد مرزهای الکترونیکی از KeePassXC به عنوان «نمونه ای از مدیریت گذرواژه متن باز و رایگان» یاد می‌کند. مجموعه فناوری PrivacyTools نیز به دلیل توسعه فعال، KeePassXC را در لیست نرم‌افزارهای مدیریت رمز عبور توصیه شده خود قرار داده‌است.